# Primarschule

Das Schweizer Bildungssystem (vereinfacht)

## Vorbemerkung
Es gibt kein einheitliches schweizerisches Schulsystem. Die Bildungshoheit obliegt weitgehend den Kantonen. Nachdem 2006 ein nationaler Bildungsartikel in die Bundesverfassung eingefügt worden war, kam ein Harmonisierungsprozess in Gang. Der Begriff Primarschule umfasst in der Schweiz und im Fürstentum Liechtenstein die Schulen, die von Kindern der Klassen 1 bis 5 bzw. 6 besucht werden. Diese Schulstufe umfasst Altersstufen von etwa 6 bis 12 Jahren. Der Besuch der Primarschule ist obligatorisch.

## Ziele und Lerninhalte
Die allgemeinen Ziele der Primarschule bestehen darin, dass Schüler ihre intellektuellen und schöpferischen Fähigkeiten entfalten, ihre körperlichen und musischen Fähigkeiten entwickeln und Verantwortungsbewusstsein gegenüber sich selbst, der Umwelt, ihren Mitmenschen und der Gesellschaft aufbauen.
Die Lehrpläne werden von den Kantonen festgelegt und unterschieden sich früher recht deutlich. Zur Harmonisierung der Schule wurden die Lehrpläne in den einzelnen Sprachregionen vereinheitlicht. Die Deutschschweizer Kantone führen im Rahmen des Projekts HarmoS einen gemeinsamen Lehrplan (Lehrplan 21) ein. Die Westschweizer Kantone haben sich auf den Rahmenlehrplan Plan d’études romand (PER) geeinigt. In allen Kantonen werden auf der Primarstufe die folgenden Fächer unterrichtet:
- die am Ort gesprochene Landessprache (Deutsch, Französisch, Italienisch oder Rätoromanisch)
- als erste Fremdsprache in der Romandie Deutsch, im Kanton Zürich sowie in der Zentral- und Ostschweiz Englisch, in den übrigen Deutschschweizer Kantonen und im Tessin Französisch. Im Kanton Graubünden ist die erste Fremdsprache je nach Sprachregion Deutsch, Italienisch oder Rätoromanisch.[2]
- als zweite Fremdsprache in der Mehrheit der Kantone Englisch, im Kanton Zürich, in der Zentral- und der Ostschweiz Französisch und im Tessin Deutsch.[2]
- Mathematik
- Natur, Mensch, Gesellschaft (Naturkunde, Geografie, Geschichte, Lebenskunde)
- Bildnerisches, Textiles und Technisches Gestalten
- Musik
- Bewegung und Sport[3]

Einige Bereiche wie die Verwendung von neuen Informations- und Kommunikationstechnologien oder Gesundheitsförderung werden integriert in andern Fächern unterrichtet.
Der Unterrichtsbeginn in der ersten Fremdsprache erfolgt spätestens in der 3. Klasse, in der zweiten Fremdsprache in 22 Kantonen in der 5. Klasse.

## Eintritt
In die Primarschule treten die Kinder mit ca. sechs Jahren ein. Der Übertritt von der Vorschulstufe in die Primarstufe geschieht ohne Prüfung. Kinder mit einer sog. Lernbehinderung werden rasch zunehmend in Regelklassen unterrichtet. Gemäss Behindertenrechtskonvention (Unterzeichnung durch die Schweiz im April 2014) hat jedes Kind das Recht, gemeinsam mit den anderen Kindern wohnortnah zur Schule zu gehen und dort bestmöglich unterstützt zu werden.

## Leistungsbeurteilung
Die schulischen Leistungen werden mittels Noten oder/und Lernberichten beurteilt. Während des ersten Schuljahrs gibt es in der Mehrzahl der Kantone keine Noten, sondern Beurteilungsgespräche oder Lernberichte. Noten werden meist mit einer Notenskala von 6 bis 1 (6 = sehr gut; 5 = gut; 4 = befriedigend; 3 = unbefriedigend; 2 = schlecht; 1 = sehr schlecht) verteilt. Zweimal pro Jahr erhalten die Schülerinnen und Schüler ein Zeugnis oder einen Lernbericht.
Am Ende jeden Schuljahres wird entschieden, ob die Leistungen des Schülers den Übertritt in die nächste Klasse erlauben. Einige Kantone haben mehrjährige Lernzyklen eingeführt, während deren keine Klasse wiederholt wird. Im Schuljahr 2000/2001 wiederholten rund 2 % der Schüler eine Klasse, wobei sich die Repetitionsquote von Kanton zu Kanton (von 0,7 % bis 3,4 %) erheblich unterscheidet.
Am Ende der Primarschule wird bestimmt, in welches Leistungsniveau der Sekundarstufe I die Schülerin oder der Schüler übertreten kann.

## Kosten und Finanzierung
Die öffentlichen Primarschulen sind für alle Kinder kostenlos. Sie werden durch die Kantone und Gemeinden finanziert. 4,1 % der Schülerinnen und Schüler besuchen nicht subventionierte Privatschulen.

## Organisation
Für die Gesetzgebung, die Organisation und die Finanzierung der Primarschule sind die Kantone in Zusammenarbeit mit den Gemeinden zuständig. Grundsätzlich besuchen Kinder die Schule ihres Wohnorts. In der deutsch- und französischsprachigen Schweiz dauert die Primarstufe sechs, im Kanton Tessin und in Liechtenstein fünf Jahre.
Pro Woche werden in der ersten und zweiten Klasse 21 bis 28 und in den nachfolgenden Schuljahren 26 bis 32 Lektionen erteilt. Die Primarschul-Kinder gehen sowohl am Vormittag wie am Nachmittag zur Schule. Am Mittwoch findet kein Nachmittagsunterricht statt. In praktisch allen Kantonen wurden Blockzeiten von mindestens dreieinhalb Stunden vormittags und an einem bis vier Nachmittagen eingeführt. Die durchschnittliche Klassengrösse betrug im Schuljahr 2016/17 19,3 Schüler. Im Gegensatz zur Sekundarstufe I werden die Kinder in der Primarstufe nicht in Schultypen mit unterschiedlichen Leistungsniveaus eingeteilt. Üblicherweise unterrichtet eine einzelne Lehrkraft als Klassenlehrer oder zwei Lehrpersonen im Jobsharing fast alle Fächer einer Klasse.

## Statistik
Im Schuljahr 2016/17 besuchten 486'825 Kinder die Primarschule. Davon waren 49,1 % Mädchen. Der Anteil der ausländischen Schüler belief sich auf 26,7 %. 50'672 Lehrpersonen, davon 82,5 % Frauen, teilten sich 30 449 Vollzeitstellen.

## Entwicklungen

### Landesweite Harmonisierung
→ siehe auch: HarmoS-Konkordat
Das Projekt HarmoS strebt eine gewisse Vereinheitlichung (Harmonisierung) der kantonalen Schulsysteme an. Damit soll eine Verbesserung der Schulqualität und eine Optimierung der interkantonalen schulischen Mobilität gewährleistet werden. Es werden Kompetenzmodelle und Mindeststandards für bestimmte Kernfachbereiche (Erstsprache, Fremdsprachen, Mathematik und Naturwissenschaften) per Ende des zweiten und sechsten Schuljahres (sowie des neunten Schuljahres am Ende der Oberstufe) festgelegt. Auch Eckwerte wie die Dauer und der Zeitpunkt der Einschulung werden im HarmoS-Konkordat geregelt.

### Fremdsprachenunterricht
Die Schweizerische Konferenz der kantonalen Erziehungsdirektoren beschloss am 25. März 2004, dass in der Primarstufe zwei Fremdsprachen unterrichtet werden sollen, wovon mindestens eine Fremdsprache eine Landessprache ist. Die erste Fremdsprache wird spätestens ab dem dritten Schuljahr (Einführung spätestens im Schuljahr 2010/2011), die zweite Fremdsprache wird spätestens ab dem fünften Schuljahr (Einführung spätestens im Schuljahr 2012/2013) unterrichtet. Durch Volksinitiativen, die in verschiedenen Kantonen gegen zwei Fremdsprachen auf der Primarstufe lanciert worden sind, wurde die Umsetzung dieses Projektes verzögert.

### Qualitätssicherung
Mehrere Kantone führen Selbstevaluationsprojekte zur Qualitätssicherung im Volksschulbereich durch: Bestimmte Evaluationsinstrumente ermöglichen es den Lehrpersonen, den Lernerfolg der Klasse im Vergleich zum Lernerfolg anderer Klassen zu beurteilen.

### Grund- und Basisstufe
Verschiedene Kantone bieten neben dem zweijährigen Kindergarten auch die Basisstufe bzw. die Grundstufe an. Die Kinder können den Kindergarten und ein bzw. zwei Jahre der Primarschule altersdurchmischt spielen und lernen. Dadurch ergibt sich ein fliessender Übergang zwischen Kindergarten und Schule. (Je nach Entwicklung des Kindes kann die Dauer der Grund- bzw. Basisstufe verkürzt oder verlängert werden.)